# Zygoballus chekokue
Espèce
Zygoballus chekokue est une espèce d'araignées aranéomorphes de la famille des Salticidae.

## Distribution
Cette espèce est endémique d'Argentine. Elle se rencontre dans les provinces de Misiones et de Corrientes.

## Description
La carapace du mâle holotype mesure 1,45 mm de long sur 1,27 mm et l'abdomen 1,70 mm de long et la carapace de la femelle paratype mesure 1,80 mm de long sur 1,62 mm et l'abdomen 2,50 mm de long.

## Systématique et taxinomie
Cette espèce a été décrite par Rubio, Baigorria et Stolar en 2023.

## Publication originale
- Rubio, Baigorria & Stolar, 2023 : « Unveiling some unknown jumping spiders (Araneae: Salticidae) from Argentina: descriptions of seven new species. » Peckhamia, vol. 294.1, p. 1-22.